# Clara Bilbao
Clara Bilbao (Bilbao, 1971) es una diseñadora de vestuario cinematográfico y de series, y también directora de cine española. Ha ganado tres Goya al mejor diseño de vestuario. 

## Trayectoria
Hija de modista, se licenció en el  Centro Superior de Diseño de Moda de la Universidad Politécnica de Madrid, especializándose en Diseño de Vestuario Escénico. 
En 1994 empezó a trabajar en el audiovisual y en 1996 debutó como diseñadora de vestuario del cortometraje El tren de las ocho. En 1998 se responsabilizó del vestuario de su primera película, Quince. Francisco Rodríguez Fernández. Siguieron, entre otras, La distancia ( 2006), Planes para mañana (2010, Juana Macías) y Blackthorn (2011) con la que ganó el  Goya al mejor diseño de vestuario.  
En 2016 repitió Goya al mejor diseño de vestuario por Nadie quiere la noche de Isabel Coixet y en 2019 el tercero por La sombra de la ley. Película de Dani de la Torre, por la que recibió también el Premio Maestro Mateo al mejor diseño de vestuario. También se encargó del estilismo de títulos como Cuerpo de élite (2016), Proyecto Lázaro (2016), La enfermedad del domingo (2018), Maixabel (2021) y Que nadie duerma (2023). En 2024 se anuncia que llevaba el vestuario de Soy Nevenka, de Iciar Bollaín.        
La zona (2017) fue la primera serie de la que se responsabilizó de su vestuario. Siguió con Patria (2018), Los favoritos de Midas (2018), su tercer trabajo con Mateo Gil, y La Fortuna (2022), su debut con Alejandro Amenábar, y El zorro (2024). 
Como cineasta, dirigió su primer cortometraje en 2014 Prohibido arrojar cadáveres a la basura, con María Botto, y Brexit, en 2018. En 2023 rueda su primera película como directora, Tratamos demasiado bien a las mujeres, con guion de Miguel Barros, con quien coincidió en Blackthorn, Nadie quiere la noche, y Los favoritos de Midas. Protagonizada por Carmen Machi, se presentó el 3 de marzo de 2024 en el Festival de Cine de Málaga.      
Compagina su trabajo como profesora en el Centro Superior de Diseño de Moda de la Universidad Politécnica de Madrid (UPM), donde se formó. También es docente en el Máster en Diseño de Vestuario: cine, TV y artes escénicas del Centro Oficial de Estudios Superiores Barreira Arte y Diseño. 

## Filmografía (selección)
Trabajos audiovisuales como diseñadora de vestuario:
- El tren de las ocho (1996) Cortometraje
- Quince (1998, Dr. Francisco Rodríguez Fernández)
- Arderás conmigo (2002, Miguel Ángel Sánchez)
- La distancia ( 2006, Iñaki Dorronsoro)
- Planes para mañana (2010, Juana Macías)
- El idioma imposible (2010, Rodrigo Rodero)
- Blackthorn (2011,Mateo Gil)
- Efímera (2013). Cortometraje
- Nadie quiere la noche (2015, Isabel Coixet)
- Cuerpo de élite (2016, Joaquín Mazón)
- Proyecto Lázaro (2016, Mateo Gil)
- La zona (2017, Alberto y Jorge Sánchez-Cabezudo, serie de televisión, ocho episodios)
- La enfermedad del domingo (2018, Ramón Salazar)
- Patria (2018, Aitor Gabilondo, serie de televisión, 8 episodios)
- Los favoritos de Midas (2018, Mateo Gil, serie de televisión, 5 episodios)
- La sombra de la ley (2018, Dani de la Torre)
- Maixabel ( 2012,Icíar Bollaín)
- Alegría (2021, Violeta Salama)
- La Fortuna (2021, Alejandro Amenábar, serie de televisión, 10 episodios)
- Objetos (2022, Jorge Dorado)
- Que nadie duerma (2023, Antonio Méndez Esparza)
- El zorro (2024, serie de televisión, 10 episodios)
- Soy Nevenka (2024, en rodaje, Iciar Bollaín)

Trabajos como directora de cine 
- 2014: Prohibido arrojar cadáveres a la basura. Cortometraje.
- 2018: Brexit. Cortometraje
- 2024: Tratamos demasiado bien a las mujeres. Largometraje.

## Premios y reconocimientos
- 2012: Premio Goya al Mejor Diseño de Vestuario por Blackthom.[2]
- 2015: Premio del Jurado del Festival de Cine de Terror y Fantástico de Peligros, Granada, por la Dirección del Cortometraje por Prohibido arrojar cadáveres a la basura.
- 2016: Premio Goya al Mejor Diseño de Vestuario por Nadie quiere la noche.[20]
- 2019: Premio Goya al Mejor Diseño de Vestuario por La sombra de la ley. [21]
- 2022: Nominada al Premio Goya Mejor Diseño de Vestuario por Maixabel. [22]